# Nannophya
Nannophya là một chi chuồn chuồn trong họ Libellulidae.

## Các loài
Chi này được ghi nhận gồm các loài:
- Nannophya australis Brauer, 1865
- Nannophya dalei (Tillyard, 1908) [2]
- Nannophya katrainensis Singh, 1955
- Nannophya occidentalis (Tillyard, 1908) [3]
- Nannophya paulsoni Theischinger, 2003
- Nannophya pygmaea Rambur, 1842 [4]